# Halowe Mistrzostwa Świata w Lekkoatletyce 1999 – bieg na 200 m mężczyzn
Bieg na 200 m mężczyzn – jedna z konkurencji rozgrywanych podczas halowych mistrzostw świata w lekkoatletyce w 1999. Eliminacje i półfinały odbyły się 5 marca, a finał został rozegrany 6 marca.
Do eliminacji zgłoszonych zostało 32 zawodników z 26 państw.
Zawody w tej konkurencji wygrał reprezentant Namibii Frankie Fredericks. Drugą pozycję zajął zawodnik z Barbadosu Obadele Thompson, trzecią zaś reprezentujący Stany Zjednoczone Kevin Little.

## Wyniki

### Eliminacje
Źródło: 
Bieg 1
| Miejsce | Zawodnik              | Państwo           | Wynik | Uwagi |
| ------- | --------------------- | ----------------- | ----- | ----- |
| 1.      | Kevin Little          | Stany Zjednoczone | 20,83 |       |
| 2.      | Darryl Wohlsen        | Australia         | 21,06 |       |
| 3.      | Erik Wijmeersch       | Belgia            | 21,74 |       |
| –       | Prodromos Katsandonis | Cypr              | DNS   |       |

Bieg 2
| Miejsce | Zawodnik           | Państwo         | Wynik | Uwagi |
| ------- | ------------------ | --------------- | ----- | ----- |
| 1.      | Obadele Thompson   | Barbados        | 20,84 | SB    |
| 2.      | Patrick van Balkom | Holandia        | 20,94 | NR    |
| 3.      | John Regis         | Wielka Brytania | 21,23 |       |
| 4.      | Boštjan Horvat     | Słowenia        | 21,35 |       |

Bieg 3
| Miejsce | Zawodnik           | Państwo | Wynik | Uwagi |
| ------- | ------------------ | ------- | ----- | ----- |
| 1.      | Francis Obikwelu   | Nigeria | 20,87 |       |
| 2.      | Juan Pedro Toledo  | Meksyk  | 21,02 | NR    |
| 3.      | Ryszard Pilarczyk  | Polska  | 21,10 |       |
| 4.      | Hammoud al-Dalhami | Oman    | 21,99 |       |

Bieg 4
| Miejsce | Zawodnik           | Państwo         | Wynik | Uwagi |
| ------- | ------------------ | --------------- | ----- | ----- |
| 1.      | Frankie Fredericks | Namibia         | 20,84 |       |
| 2.      | Carlos Gats        | Argentyna       | 21,08 | NR    |
| 3.      | Petko Jankow       | Bułgaria        | 21,10 |       |
| 4.      | Chen Tien-wen      | Chińskie Tajpej | 21,82 |       |
| 5.      | Menzi Dlamini      | Eswatini        | 22,57 |       |

Bieg 5
| Miejsce | Zawodnik             | Państwo       | Wynik | Uwagi |
| ------- | -------------------- | ------------- | ----- | ----- |
| 1.      | Aleksios Aleksopulos | Grecja        | 20,87 | SB    |
| 2.      | Chris Donaldson      | Nowa Zelandia | 21,01 | NR    |
| 3.      | Aninos Markulidis    | Cypr          | 21,02 |       |
| 4.      | Marc Foucan          | Francja       | 21,28 |       |
| 5.      | Kazuhiro Takahashi   | Japonia       | 21,35 |       |

Bieg 6
| Miejsce | Zawodnik        | Państwo           | Wynik | Uwagi |
| ------- | --------------- | ----------------- | ----- | ----- |
| 1.      | Rohsaan Griffin | Stany Zjednoczone | 20,83 |       |
| 2.      | Marcus Adam     | Wielka Brytania   | 20,98 |       |
| 3.      | Marcin Urbaś    | Polska            | 21,01 | PB    |
| 4.      | O'Brian Gibbons | Kanada            | 21,31 |       |
| 5.      | Silas Helo      | Wyspy Salomona    | 23,13 |       |

Bieg 7
| Miejsce | Zawodnik          | Państwo    | Wynik | Uwagi |
| ------- | ----------------- | ---------- | ----- | ----- |
| 1.      | Kōji Itō          | Japonia    | 20,76 | AR    |
| 2.      | Iván García       | Kuba       | 20,89 |       |
| 3.      | Christophe Cheval | Francja    | 21,02 |       |
| 4.      | Malik al-Wahela   | Algieria   | 21,24 | NR    |
| 5.      | Kwame Galloway    | Montserrat | 24,32 |       |

### Półfinały
Źródło: 
Bieg 1
| Miejsce | Zawodnik           | Państwo           | Wynik | Uwagi |
| ------- | ------------------ | ----------------- | ----- | ----- |
| 1.      | Obadele Thompson   | Barbados          | 20,55 | SB    |
| 2.      | Rohsaan Griffin    | Stany Zjednoczone | 20,81 |       |
| 3.      | Marcin Urbaś       | Polska            | 21,01 | PB    |
| 4.      | Patrick van Balkom | Holandia          | 21,15 |       |
| 5.      | Marcus Adam        | Wielka Brytania   | 21,37 |       |
| 6.      | Aninos Markulidis  | Cypr              | 22,30 |       |

Bieg 2
| Miejsce | Zawodnik             | Państwo   | Wynik | Uwagi |
| ------- | -------------------- | --------- | ----- | ----- |
| 1.      | Francis Obikwelu     | Nigeria   | 20,55 |       |
| 2.      | Kōji Itō             | Japonia   | 20,63 | AR    |
| 3.      | Aleksios Aleksopulos | Grecja    | 20,98 |       |
| 4.      | Juan Pedro Toledo    | Meksyk    | 21,13 |       |
| 5.      | Darryl Wohlsen       | Australia | 21,57 |       |
| –       | Ryszard Pilarczyk    | Polska    | DNS   |       |

Bieg 3
| Miejsce | Zawodnik           | Państwo           | Wynik | Uwagi |
| ------- | ------------------ | ----------------- | ----- | ----- |
| 1.      | Frankie Fredericks | Namibia           | 20,18 | CR    |
| 2.      | Kevin Little       | Stany Zjednoczone | 20,32 | AR    |
| 3.      | Chris Donaldson    | Nowa Zelandia     | 21,02 |       |
| 4.      | Iván García        | Kuba              | 21,24 |       |
| 5.      | Christophe Cheval  | Francja           | 21,37 |       |
| 6.      | Carlos Gats        | Argentyna         | 21,50 |       |

### Finał
Źródło: 
| Miejsce | Zawodnik           | Państwo           | Wynik | Uwagi |
| ------- | ------------------ | ----------------- | ----- | ----- |
| 01 !    | Frankie Fredericks | Namibia           | 20,10 | CR    |
| 02 !    | Obadele Thompson   | Barbados          | 20,26 | AR    |
| 03 !    | Kevin Little       | Stany Zjednoczone | 20,48 |       |
| 4.      | Francis Obikwelu   | Nigeria           | 20,85 |       |
| 5.      | Kōji Itō           | Japonia           | 20,95 |       |
| 6.      | Rohsaan Griffin    | Stany Zjednoczone | 22,06 |       |